# Politique en Colombie-Britannique
La politique de la Colombie-Britannique concerne non seulement la gouvernance de la province canadienne de la Colombie-Britannique et les différentes formations politiques qui ont pris où cherché à obtenir le pouvoir législatif, mais également un certain nombre d'expériences ou de tentatives de réforme politique et électorale.

## Histoire de la politique en Colombie-Britannique
Avant 1903, il n'y avait aucun parti politique en Colombie-Britannique, hormis au niveau fédéral. Sir Richard McBride fut le premier premier ministre britanno-colombien à déclarer une affiliation politique (le Parti conservateur) et à instituer un système politique conventionnel incluant des partis et des caucus.
Depuis l'introduction de la politique partisane en Colombie-Britannique, plusieurs partis politiques ont contrôlé le gouvernement pour des périodes supérieures à dix ans, dont le Parti conservateur du début du XXe siècle, le gouvernement libéral de l'entre-deux-guerres, le gouvernement d'après-guerre du Crédit social (Socred) sous W. A. C. Bennett et, à la suite d'un bref règne du Nouveau Parti démocratique (NPD), un autre gouvernement créditiste sous son fils, Bill Bennett ; finalement, il y eut le gouvernement néo-démocrate des années 1990.
Dans les années 1940, le gouvernement était contrôlé par une coalition de libéraux et des conservateurs. Aucun des deux partis n'avait la force électorale pour former une majorité, et une coalition fut utilisée comme moyen d'empêcher la Co-operative Commonwealth Federation (CCF) (le prédécesseur du NPD) de prendre le pouvoir.
De 1972 à 1975, un gouvernement néo-démocrate dirigé par Dave Barrett fut au pouvoir mais est renversé après une confrontation avec le mouvement syndical. Le Crédit social revient au pouvoir avec un nouveau chef, Bill Bennett (le fils de l'ancien premier ministre W.A.C. Bennett) qui avait été recruté par la vieille garde du parti mais qui a amené un style politique nouveau. En 1986, Bennett prend sa retraite de la politique et se voit remplacé par Bill Vander Zalm. Sous sa direction, lui et son parti perdent de plus en plus en popularité. Sous le poids de son impopularité grandissante et de nombreux scandales, le parti est défait aux élections et s'effondre complètement en 1991. S'ensuivit un gouvernement néo-démocrate qui durera une décennie.
De 2001 à 2017, la province a été gouvernée par le Parti libéral de Gordon Campbell et de Christy Clark. L'incarnation actuelle du Parti libéral britanno-colombien est différent de ses prédécesseurs du fait que son membership se compose d'anciens créditistes, de partisans libéraux et conservateurs fédéraux, et d'autres qui appuieraient normalement des partis de centre-droite. Cela s'explique par le fait que le Parti libéral s'est positionné comme la seule opposition à la social-démocratie des néo-démocrates. Contrairement à d'autres provinces, il n'y a pas de Parti conservateur d'importance en Colombie-Britannique ; le Parti libéral a donc comblé ce vide. Les élections de 2017 se concluent par l'élection d'un gouvernement minoritaire libéral. Les libéraux font élire 43 députés, le NPD en fait élire 41 et le Parti vert, devenant une force politique non négligeable depuis le début des années 2010, en fait élire trois. Bien qu'en tête, le gouvernement libéral, usé par 16 années au pouvoir, est défait par le vote d'une motion de défiance le 29 juin 2017 et le NPD forme un nouveau gouvernement avec le soutien extérieur du Parti vert.

## Réforme électorale

### Rappel et initiative
La Colombie-Britannique est la seule province au Canada où les électeurs peuvent rappeler leur député (l'obliger à démissionner) et prendre l'initiative de projets de loi. À ce jour, il n'y a qu'un seul cas où une pétition de ce genre ait eu un certain succès, forçant le député Paul Reitsma à démissionner quelques heures seulement avant d'être renvoyé.

### Élections à dates fixes
La Colombie-Britannique fut la première province canadienne à installer un système d'élections à date fixe. Auparavant, les élections britanno-colombiennes fonctionnaient comme la plupart des systèmes parlementaires, qui obligent seulement à tenir une élection à l'intérieur d'une limite spécifiée (cinq ans dans toutes les autres juridictions canadiennes). Depuis, d'autres provinces, dont l'Ontario et le Québec ont également adopté des lois pour tenir des élections à date fixe.

### Modes de scrutin alternatifs

#### Années 1950
Dans les années 1950, la coalition libérale-conservatrice commençait à tomber en morceaux. Toutefois, afin d'empêcher que la CCF n'accède au pouvoir, un des derniers actes du gouvernement de coalition fut d'introduire un système de vote alternatif, qui fut mis en place pour l'élection générale de 1952.
Plutôt que de voter pour un seul candidat en plaçant un X sur leurs bulletins (scrutin uninominal majoritaire à un tour), les électeurs devaient classer tous les candidats dans leur circonscription en ordre de préférence en plaçant des chiffres à côté de leurs noms. Si un candidat remportait une majorité absolue de voix, le candidat était élu. Sinon, le candidat avec le moins de votes était éliminé et ses bulletins redistribués parmi les autres candidats selon les deuxièmes choix qui y étaient inscrits. Cette procédure était répétée jusqu'à ce qu'un candidat reçoive une majorité absolue de voix.
L'attente était qu'en utilisant cette méthode, le second choix d'un électeur libéral serait un conservateur, et vice-versa, assurant l'élection d'un de ces deux partis. Le résultat inattendu fut l'élection de suffisamment de députés du nouveau Parti du Crédit social pour former un gouvernement minoritaire, avec le CCF formant l'opposition officielle. Les libéraux furent réduits à seulement quatre députés à la législature. Les conservateurs (qui s'étaient rebaptisés Parti progressiste-conservateur pour imiter leur grand frère fédéral) n'étaient plus que trois.
Le gouvernement minoritaire créditiste ne dura que neuf mois. Le mode de scrutin alternatif fut de nouveau employé pour l'élection générale qui suivit, avec pour résultat un gouvernement majoritaire pour le Parti du Crédit social. Durant leur mandat, les créditistes abolirent le nouveau mode de scrutin pour revenir à l'ancienne méthode traditionnelle.

#### Première décennie duXXIesiècle
Une assemblée citoyenne en 2004 recommanda de remplacer le scrutin uninominal majoritaire à un tour par un système de vote unique transférable pour 2009, et un référendum fut tenu le 17 mai 2005 afin d'obtenir l'approbation de la population pour ce changement. La proposition fut appuyée par 58 % des électeurs, mais le gouvernement avait fixé la barre à 60 % pour que le résultat soit contraignant. Une deuxième condition était une majorité simple dans 60 % des circonscriptions, condition remplie par 77 des 79 circonscriptions, beaucoup plus que le minimum requis de 48. Ce résultat serré a provoqué un regain d'intérêt pour la réforme électorale. En réponse, le gouvernement provincial a promis un second référendum sur la question pour novembre 2008 ; toutefois, cette décision a été révoquée à cause d'un certain nombre de problèmes logistiques liés à cet échéancier. Le deuxième référendum doit maintenant avoir lieu en même temps que la prochaine élection provinciale, prévue pour mai 2009.